# 诸圣堂 (维滕贝格)

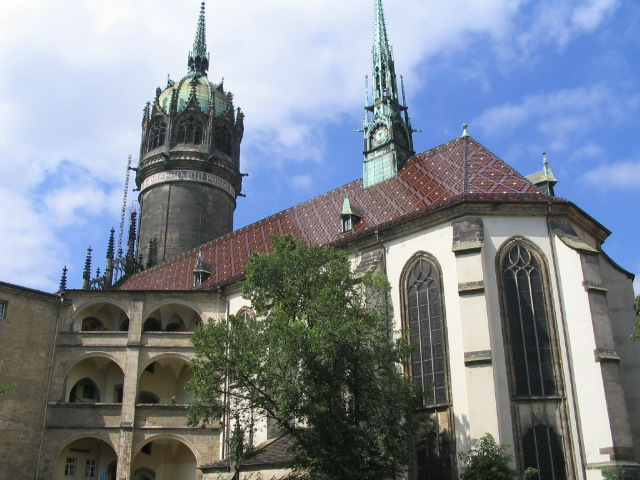
诸圣堂

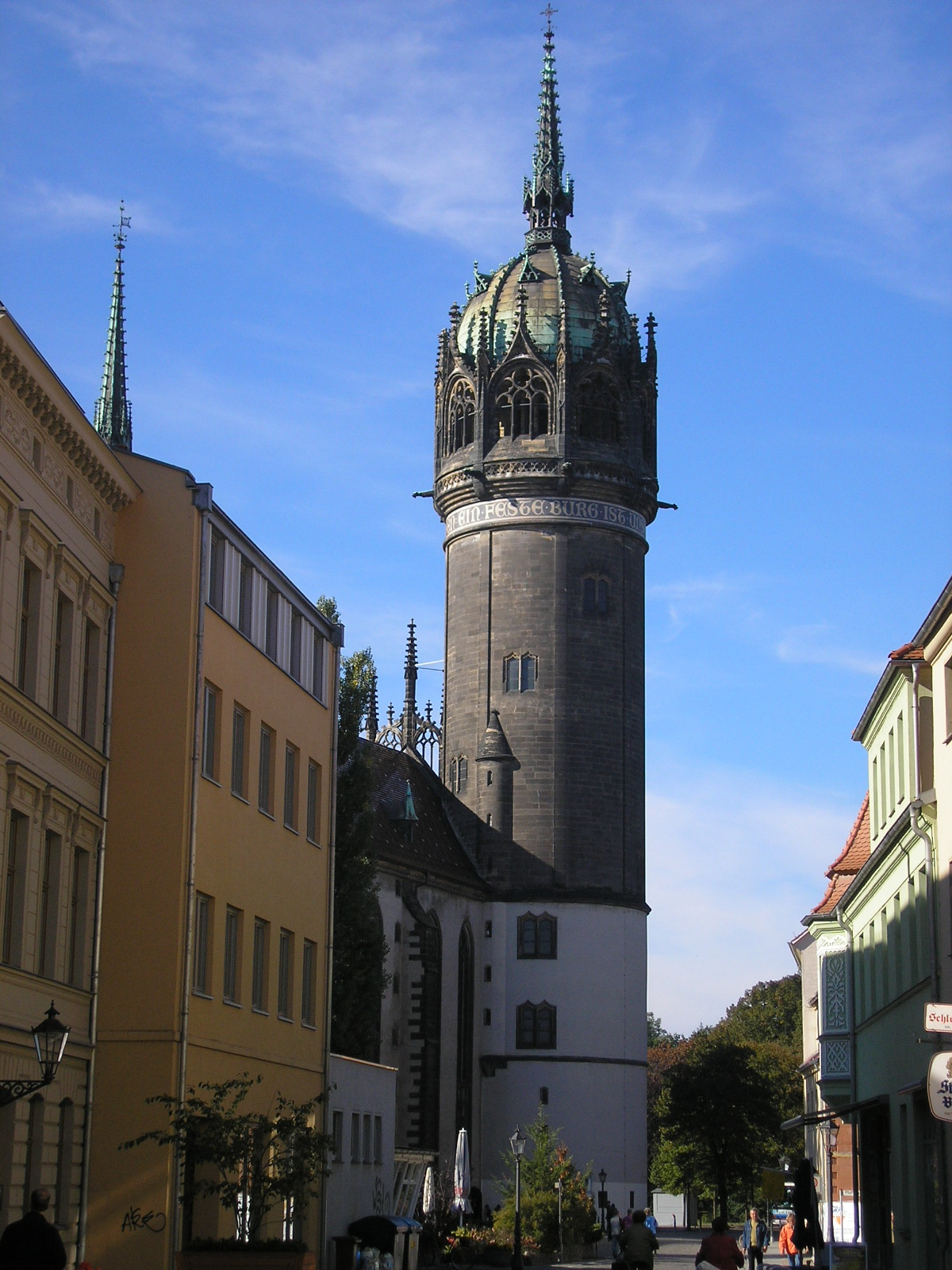
钟楼

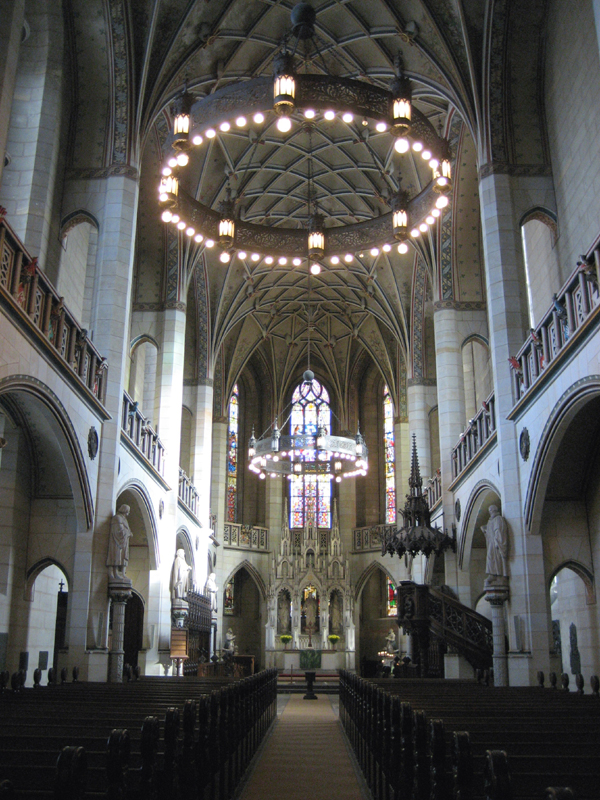
内部

诸圣堂，俗称城堡教堂（Schlosskirche），与“城市教堂”（Stadtkirche）即圣玛利亚教堂相区别，有时称为宗教改革纪念教堂或維登堡教堂，是德国维滕贝格的一座路德宗教堂。它被称为“维滕贝格最著名的建筑”。1517年10月31日，馬丁·路德在此教堂门前张贴《九十五條論綱》，被视为宗教改革的开始。
诸圣堂兴建于1490年到1511年，哥特式风格。它是萨克森选帝侯维滕贝格宫殿（Schloss Wittenberg）的一部分。1502年，维滕贝格大学成立以后，诸圣堂用作大学礼拜堂，很快成为重要的学术和崇拜中心。
诸圣堂的钟楼高达88米，登塔可瞭望全城及周围郊野。路德以此塔为背景，写出著名圣诗《上主是我堅固保障》（Ein feste Burg ist unser Gott）。
馬丁·路德和菲利普·梅兰希通的墓都位于诸圣堂.
 路德的碑文是：“这里埋葬着神学博士馬丁·路德的身体，他于主历1546年2月18日，死于家乡艾斯莱本，在世共63年、2个月、又10天。”梅兰希通在路德的葬礼上讲道。